# Antonio Correa Expósito
Antonio Correa Expósito   (Catalunya, 1940 - 2003) fou un dibuixant de còmics majoritàriament dels generes; romàntic i d'acció.

## Biografia
A la dècada del 1950, va iniciar la seva carrera professional, al número noranta-u de TBO, a quatre numeros de la Colección Tres Hadas, d'Indedi Industria Editorial, a un numero de la Colección Tambor i en series del l'editorial Valor, com Dr. K7, Amo del Espacio i Jim Boy. Posteriorment va treballar per l'editorial Bruguera, dibuixant adaptacions de les novel·les de Jules Verne a la col·lecció Historias Seleccion. Per Sissi suplemento de novelas garficas, de la mateixa editorial va col·laborar als números, 5:El precio del amor (6-6-1959) i al  74:Su secreto(31-10-1960). El 1961 va començar a dibuixar per la col·lecció, Claro de luna d'Ibero Mundial de Ediciones en un seixantena de números.
Pel genere de còmic de l'oest, va col·laborar al número 19 d'Hazañas del Oeste d'Ediciones Toray, a dos números de la Colección Bisonte, a la Colección Bufalo i Sendas Salvajes entre d'altres.
A final dels anys cinquanta va començar a treballar per editorials estrangeres amb títols com; Texas de l'editorial noruega Egmont Serieforlaget AS, Boyfriend de la britànica City Magazines, True Life Library i de la també britànica Fleetway Publications. De la dècada dels setanta i fins a finals dels anys vuitanta va dibuixar quasi exclusivament a través d'una agència de còmics pròpia, pel mercat exterior. El 1974, per aquest mercat exterior i dins el genera de terror, va iniciar les col·laboracions amb la revista alemanya Gespenster Geschichten, fins al 1984. Del mateix genere de terror i per l'editorial Bastei-Verlag, va dibuixar a Spuk Geschichten i Geister Geschichten. Algunes d'aquestes historietes foren traduïdes i castellà i distribuïdes a l'estat espanyol. Per la mateixa Bastei-Verlag, va dibuixar entre 1983 i 1984 el personatge Manos, un còmic d'espasa i bruixeria dins el genere fantàstic. Aquest personatge tenia una gran semblança amb el personatge de Conan el Bàrbar.  Manos, amb dibuixos d'Antonio Correa, el va editar traduit al castella per l'estat espanyol, l'Editorial Bruguera entre l'octubre del 1984 i el febrer del 1985 amb un total de vint-i-tres números.
Antonio Correa Expósito, era germa del tambe dibuixant, Domingo Correa  Expósito (1943-1977), conegut pel sobrenom de Mingo. També era dibuixant de còmics però més dedicat al humorístic i a l'infantil.